# My Baby
My Baby är andra singeln på Bow Wows album Unleashed. Låten handlar om att Bow Wow träffar en tjej som har massa dram i sitt äktenskap. Bow Wow börjar gilla henne, tjejen dumpar sin förra pojkvän och blir tillsammans med Bow Wow. Jagged Edge är med som gäst i denna låten och i slutet av musikvideon dör tjejen. I musikvideon visar Bow Wow även en liten del av sin musikvideo till sin låt: The Don, The Dutch.

## List position
| Lista (2003)                         | position |
| ------------------------------------ | -------- |
| U.S. Billboard Hot 100 \|            | 42       |
| U.S. Billboard Hot R&B/Hip-Hop Songs | 17       |
| U.S. Billboard Hot Rap Tracks        | 15       |